# Todas mías
Todas mías es el tercer álbum de estudio del cantante y compositor mexicano Leonel García, y el cuarto en general. Fue lanzado el 23 de abril de 2013.
El álbum se caracteriza por el clásico estilo musical entre la balada y el pop. Asimismo, el nombre del álbum es un juego de palabras debido a que todas las canciones del álbum son composiciones del propio Leonel para varios cantantes de renombre internacional, incluyendo algunas que fueron usadas para su dúo Sin Bandera, siendo sólo una inédita. El álbum se estrenó junto al sencillo «Te besé» en compañía de la cantante mexicana María José.
En este álbum, todas las colaboraciones son voces femeninas, siendo éstas Thalía, Ana Torroja, Rosana, Ha*Ash, Natalia Lafourcade, Paty Cantú, Malú, Carla Morrison y Lila Downs.

## Lista de canciones
| N.º | Título                               | Compuesta para:                           | Duración |  |
| 1.  | «Te voy a perder» (con Ha*Ash)       | Viento a favor, de Alejandro Fernández    | 4:50     |  |
| 2.  | «Qué lloro» (con Carla Morrison)     | De viaje, de Sin Bandera                  | 4:02     |  |
| 3.  | «Te besé» (con María José)           | TBC, de Ragazzi                           | 4:13     |  |
| 4.  | «Cállate» (con Paty Cantú)           | Natalia Jiménez, de Natalia Jiménez       | 2:53     |  |
| 5.  | «Me dediqué a perderte» (con Thalía) | A corazón abierto, de Alejandro Fernández | 4:01     |  |
| 6.  | «Confieso» (con Natalia Lafourcade)  | Primera fila: OV7, de OV7                 | 3:55     |  |
| 7.  | «Perdono y olvido» (con Ana Torroja) | 100% mexicano, de Pepe Aguilar            | 3:33     |  |
| 8.  | «Te vi venir» (con Rosana)           | Sin Bandera, de Sin Bandera               | 3:45     |  |
| 9.  | «Sirena» (con Lila Downs)            | Sin Bandera, de Sin Bandera               | 4:05     |  |
| 10. | «Cuando digo tu nombre» (con Malú)   | Dos mundos, de Alejandro Fernández        | 4:16     |  |
| 11. | «Tócame»                             | Mañana, de Sin Bandera                    | 3:45     |  |
| 12. | «Una vida»                           |                                           | 3:38     |  |